# Aloe jucunda
Aloe jucunda es una especie de planta suculenta perteneciente a la familia de los aloes. Es endémica de Somalia donde crece en lugares secos y roquedales.

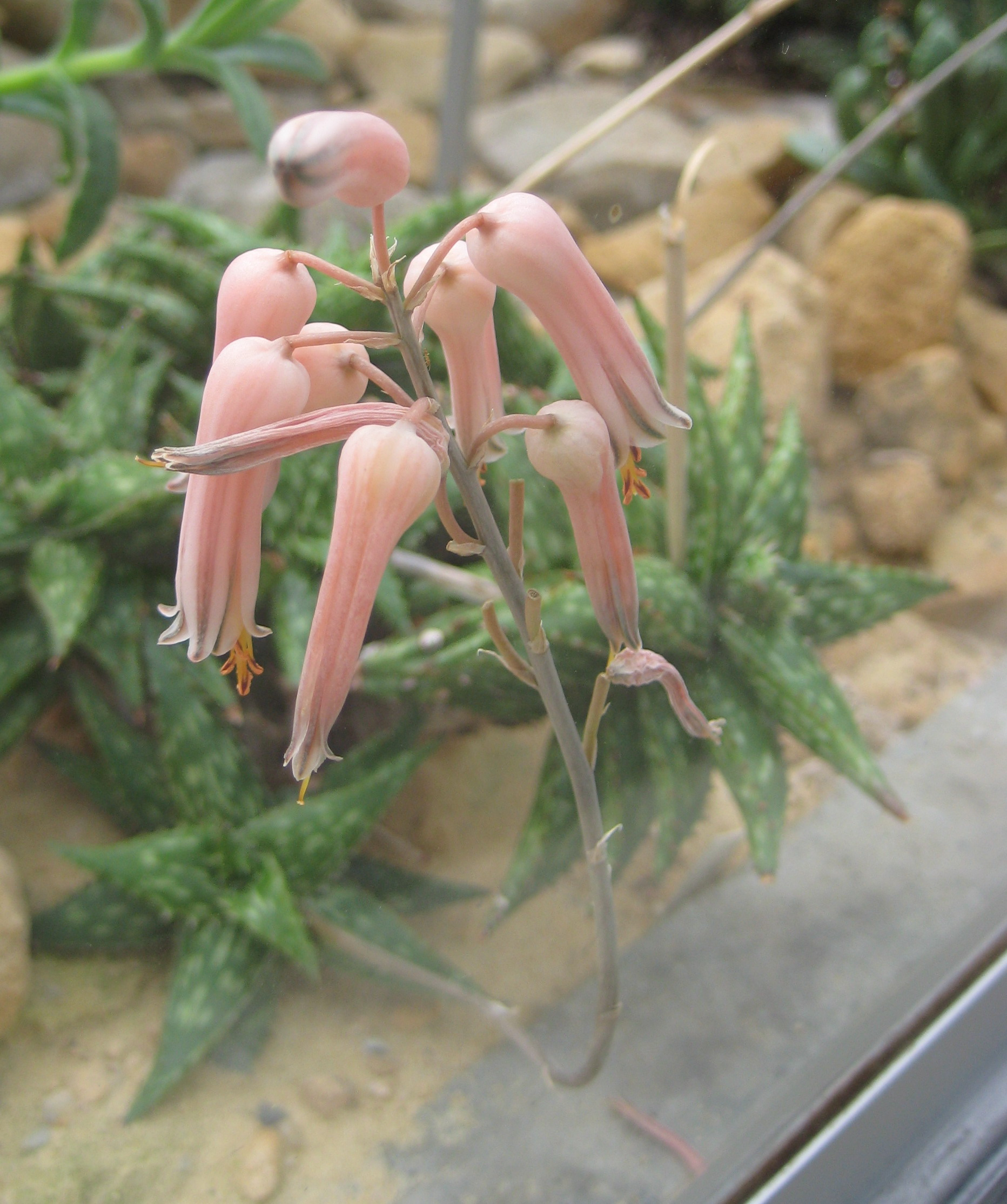
Inflorescencia

## Descripción
Es una planta suculenta de pequeño tamaño, sin tallo, que forma pequeños grupos. Con unas 12 hojas, triangulares, de 6.4 x 2.5 cm, de color verde oscuro brillante, abundantemente manchadas; con los márgenes armados con dientes triangulares duro. Las inflorescencias  son simple, de 35 cm de alto; en forma de racimos cilíndricos, bastante laxos, las brácteas 5 x 3 mm, pedicelos de 6-7 mm de largo. Las flores son de color rosa, colgantes; con perianto de 20 mm de largo.

## Taxonomía
Aloe jucunda fue descrita por Gilbert Westacott Reynolds y publicado en Journal of South African Botany 19: 21, en el año 1953.
Etimología
Aloe: nombre genérico de origen muy incierto: podría ser derivado del griego άλς, άλός (als, alós), "sal" - dando άλόη, ης, ή (aloé, oés) que designaba tanto la planta como su jugo - debido a su sabor, que recuerda el agua del mar. De allí pasó al Latín ălŏē, ēs con la misma aceptación, y que, en sentido figurado, significaba también "amargo". Se ha propuesto también un origen árabe, alloeh, que significa "la sustancia amarga brillante"; pero es más probablemente de origen complejo a través del hébreo: ahal (אהל), frecuentemente citado en textos bíblicos.
jucunda: epíteto latino que significa "agradable".